# 金寿长
金寿长（1690-？），字子平，号老歌斋，肃宗时期曾任兵曹中的书吏，朝鲜王朝后期平民诗歌创作团体“敬亭山”的核心人物之一，与金天泽一起被誉为“敬亭山两翁”。他1763年编撰的《海东歌谣》收录有959首时调 :996:302，是朝鲜王朝三大歌谣集之一（另外两部是金天泽的《青丘永言》和朴孝宽与安攻英合编的《歌曲源流》）:976:309。另外，他还著有《青丘歌谣》，补充收集了76首《海东歌谣》中没有的作品:997。

## 诗作
金寿长留有129首时调，其中117首被收录于《海东歌谣》。他的时调以辞说时调居多:997。
|  | 青云为你喜，白云为我好。富贵为尔追，安贫为吾求。就是人耻笑，岂能志节丢。——金寿长时调《安贫乐》译诗:998 |

|  | 庆会楼里万株松，一览绝色尽眼前。仁王山上翠绿足，鞍岘内外翠屏满。夕阳相映日气佳，白鹭翩翩飞来伴。——金寿长时调《庆会楼》译诗:999 |

|  | 黑则说白，白则说黑。是黑是白凭谁定，物是人非已莫为。只有塞耳闭目活，心情豁然惟舒坦。——金天泽时调《是非恨》译诗:1000 |